# ソーヌ＝エ＝ロワール県
ソーヌ＝エ＝ロワール県（ソーヌ＝エ＝ロワールけん、仏: Saône-et-Loire）は、フランスのブルゴーニュ＝フランシュ＝コンテ地域圏の県。中央高地の東部であり、名前が示すようにソーヌ川、ロワール川の流域。2000年4月7日より、日本の山梨県と姉妹締結している。

## 歴史
中世、もちろんソーヌ＝エ＝ロワールは県として存在する以前であるが、この地はフランス王国の南北を結ぶ十字路として重要であった。数世紀にわたって現在のソーヌ＝エ＝ロワールの大半を治めたブランション領主、シャロン＝シュル＝ソーヌ伯、シャロレー伯といった、強力な領主たちが領土を分割していた。
1790年3月4日、かつてのブルゴーニュ州の一部から県が創設された。シャロレーの三部会がペール・ブランの旧修道院（のちに国家資産として売却された）で開催された。つい最近までフランス王領であった州から自由を獲得するため、県都はシャロン＝シュル＝ソーヌよりもマコンがふさわしいとされた。こうしてマコンが県都となった。
1815年のワーテルローの戦いで第七次対仏大同盟が勝利すると、県は1818年までオーストリア帝国軍に占領されていた。

## 地理

県の地図

県はコート＝ドール県、ジュラ県、アン県、ローヌ県、ロワール県、アリエ県、ニエーヴル県と接している。アリエ県との境界は主にロワール川が形成している。しかし、マルシニー小郡に属する6つのコミューンはロワール川左岸に位置している。
- オテュノワ - 北東部
- シャロレー - 南西部
- 鉱山地帯 - ル・クルーゾ、モンソー・レ・ミーヌ、ブランジーにまたがる
- シャロネ - 北部
- マコネー - 南部
- ブレス・ブルギニョンヌ（ブレスに属する） - ソーヌ川東岸

## 人口統計
| 1968年  | 1975年  | 1982年  | 1990年  | 1999年  | 2006年  | 2007年  |
| ------- | ------- | ------- | ------- | ------- | ------- | ------- |
| 550 364 | 569 810 | 571 852 | 559 413 | 544 893 | 549 359 | 551 830 |

出典:SPLAF、2006年以降INSEE

### 主なコミューン
| コミューン               | 人口 2010 | 変遷 2010/1999 | コミューン                        | 人口 2010 | 変遷 2010/1999 |
| ------------------------ | --------- | -------------- | --------------------------------- | --------- | -------------- |
| シャロン＝シュル＝ソーヌ | 44564     | -10,3 %        | ブランジー                        | 6481      | -6,2 %         |
| マコン                   | 32917     | == -1,2 %      | ルーアン (ソーヌ＝エ＝ロワール県) | 6461      | 4,5 %          |
| ル・クルーゾ             | 22574     | -13,3 %        | サン・レミ                        | 6476      | 2,5 %          |
| モンソー＝レ＝ミーヌ     | 18956     | -6,1 %         | シャトノワ・ル・ロワイヤル        | 6076      | == -0,5 %      |
| オータン                 | 14124     | -13,2 %        | トゥルニュ                        | 5849      | -6,1 %         |
| パレ＝ル＝モニアル       | 9029      | == -0,9 %      | サン・マルセル                    | 5932      | 18,6 %         |
| サン・ヴァリエ           | 8900      | -5,2 %         | シャニー                          | 5657      | == -0,3 %      |
| ディゴワン               | 8119      | -7,2 %         | モンシャナン                      | 5307      | -2,1 %         |
| グニョン                 | 7367      | -12,3 %        | ブルボン＝ランシー                | 5187      | -6,6 %         |
| シャルネ・レ・マコン     | 6874      | 1,3 %          |                                   |           |                |
| Source : Insee           |           |                |                                   |           |                |

## 産業
農業分野においては、ブルゴーニュ・ワインの生産県の一つという側面を持ち、ぶどう畑はほぼ県全域に広がっている。ブズロンやメルキュレのような優れたワインを生産する村がある。また、シャロル（シャロレ）を代表とする地において、脂肪の少なめな牛の品種シャロレー（シャロレーズ）種の放牧が盛ん。鶏はブレスの地鶏が名高い。また、チーズの産地としても知られる。
工業はシャロネ地方と鉱山地帯に集中する。工業分野では写真製品、機械、電気および家具の製造や、繊維、金属、薬品および合成樹脂の加工が行われている。ル・クルーゾにはアルストムが、モンシャナンにはアレヴァが、モンソー・レ・ミーヌにはアルセロール・ミッタルとミシュランが進出している。

## ギャラリー

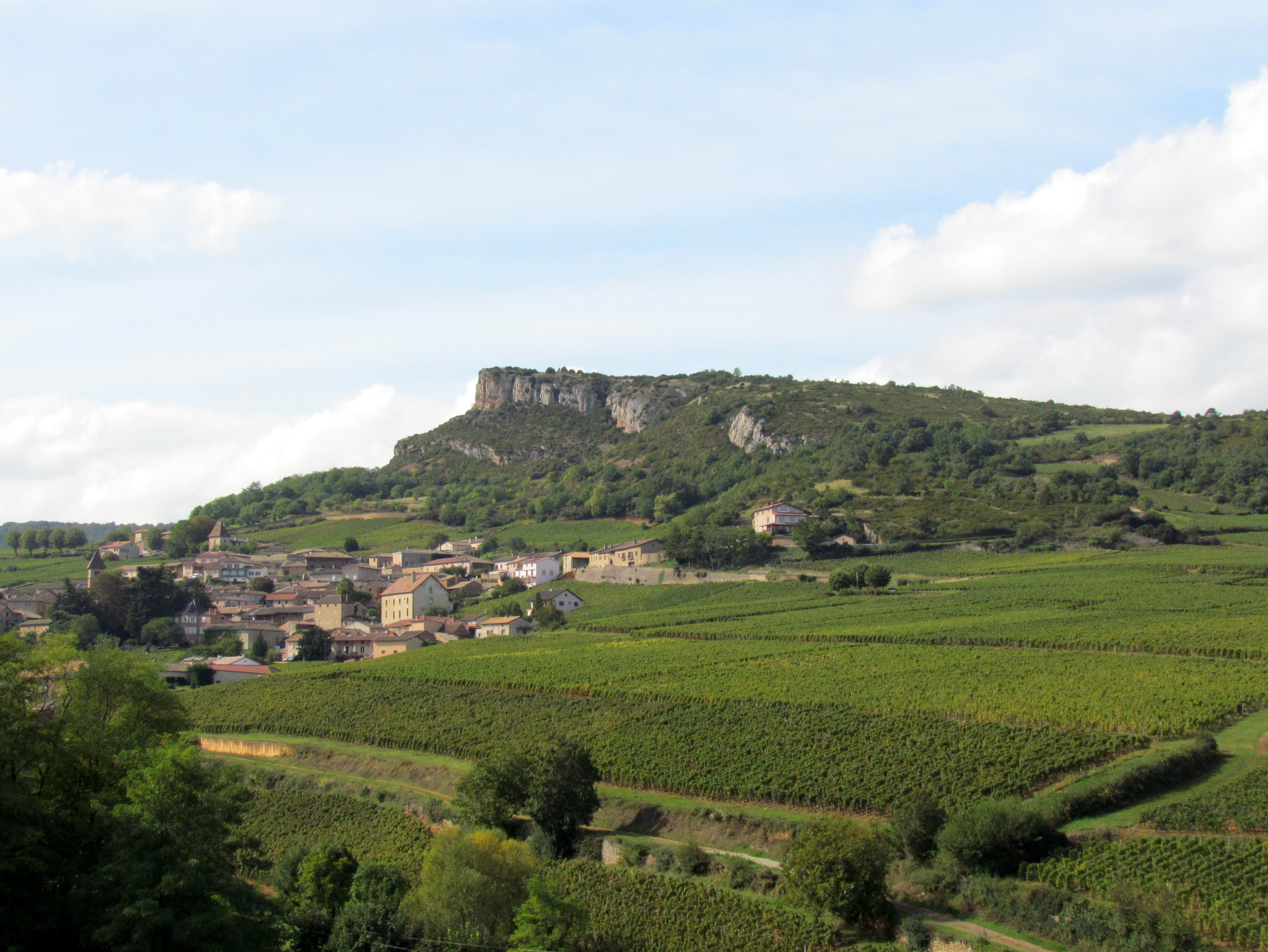
マコネーの田園風景
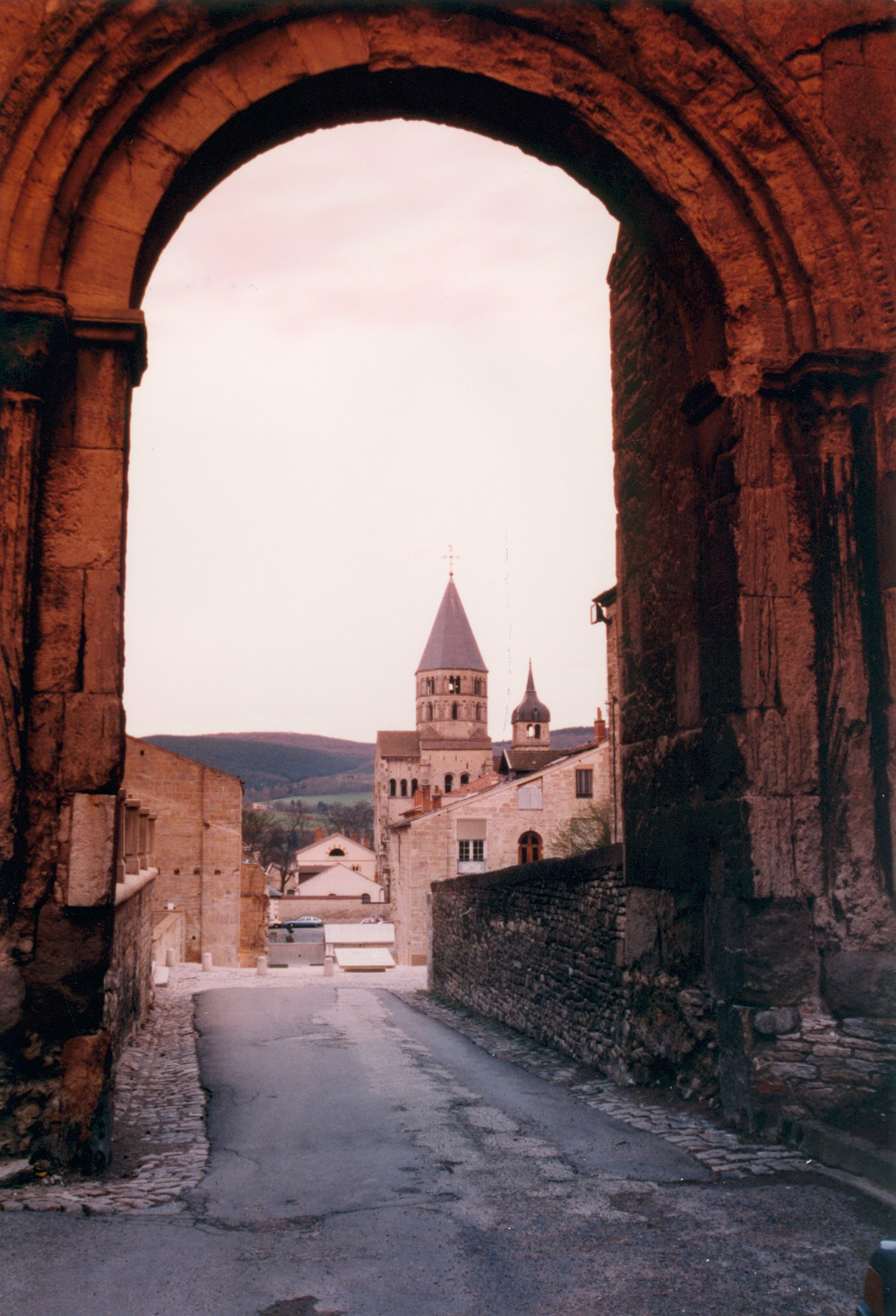
クリュニー
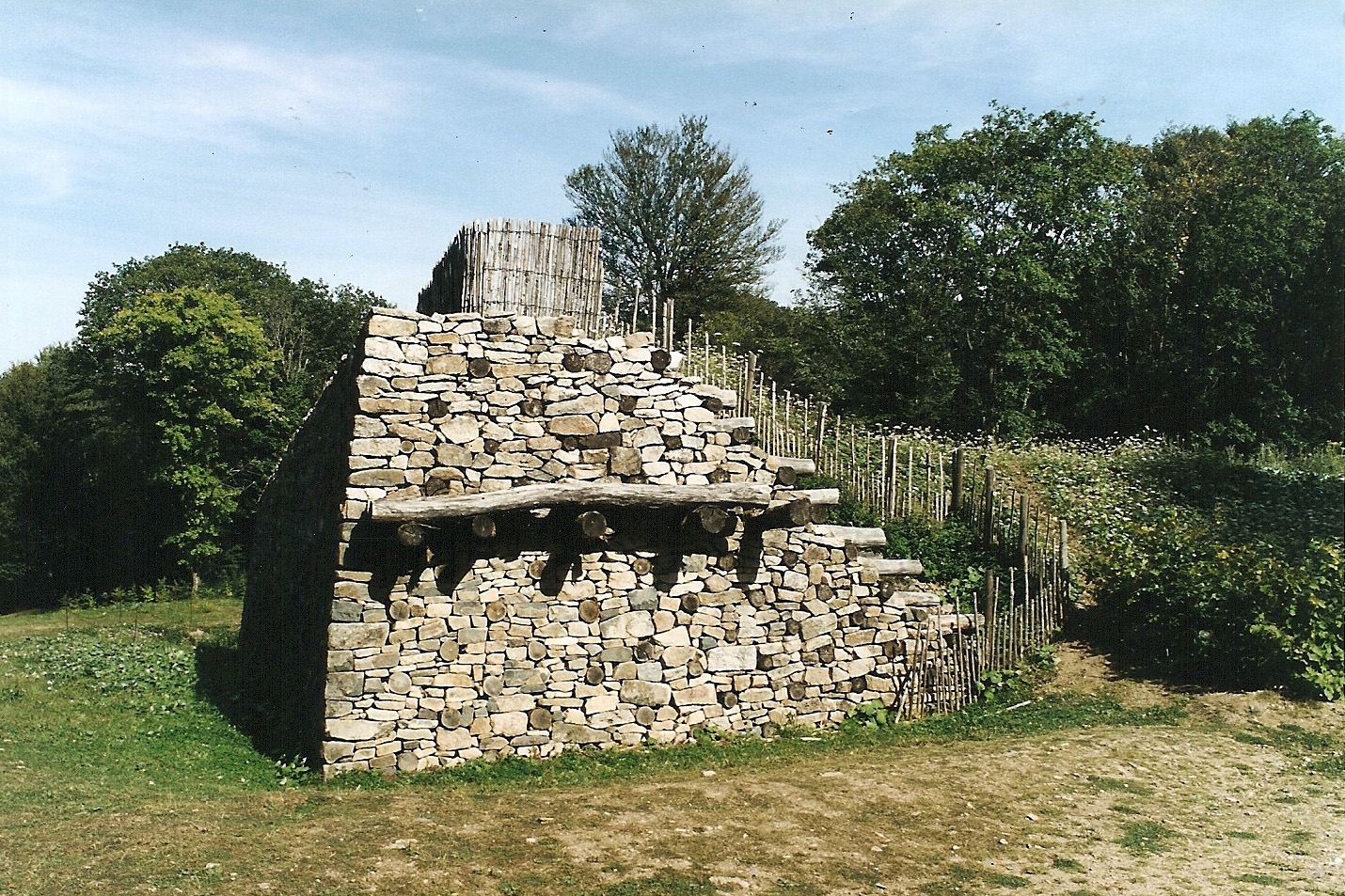
ビブラクトのケルト遺跡
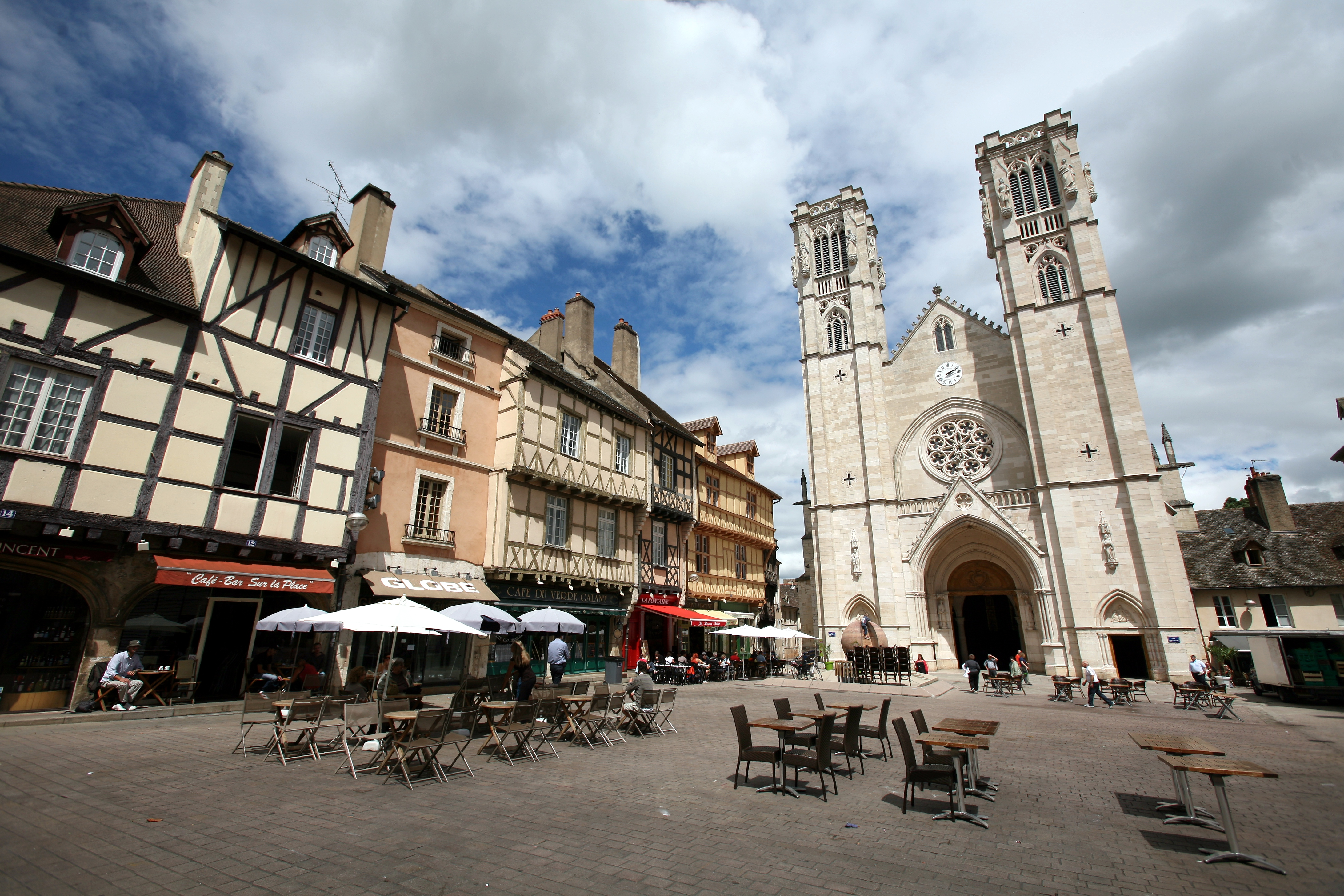
シャロン＝シュル＝ソーヌ
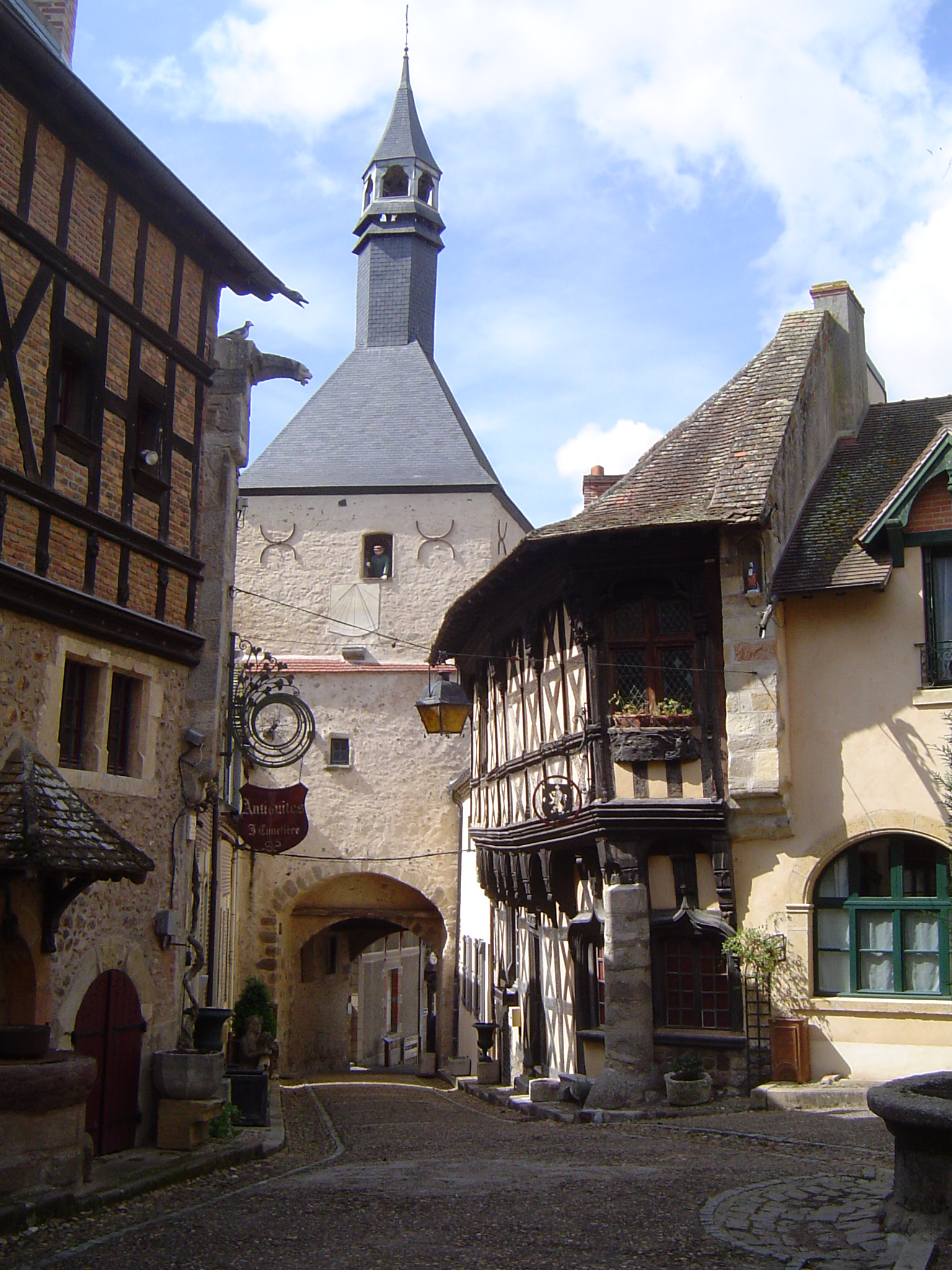
ブルボン＝ランシー
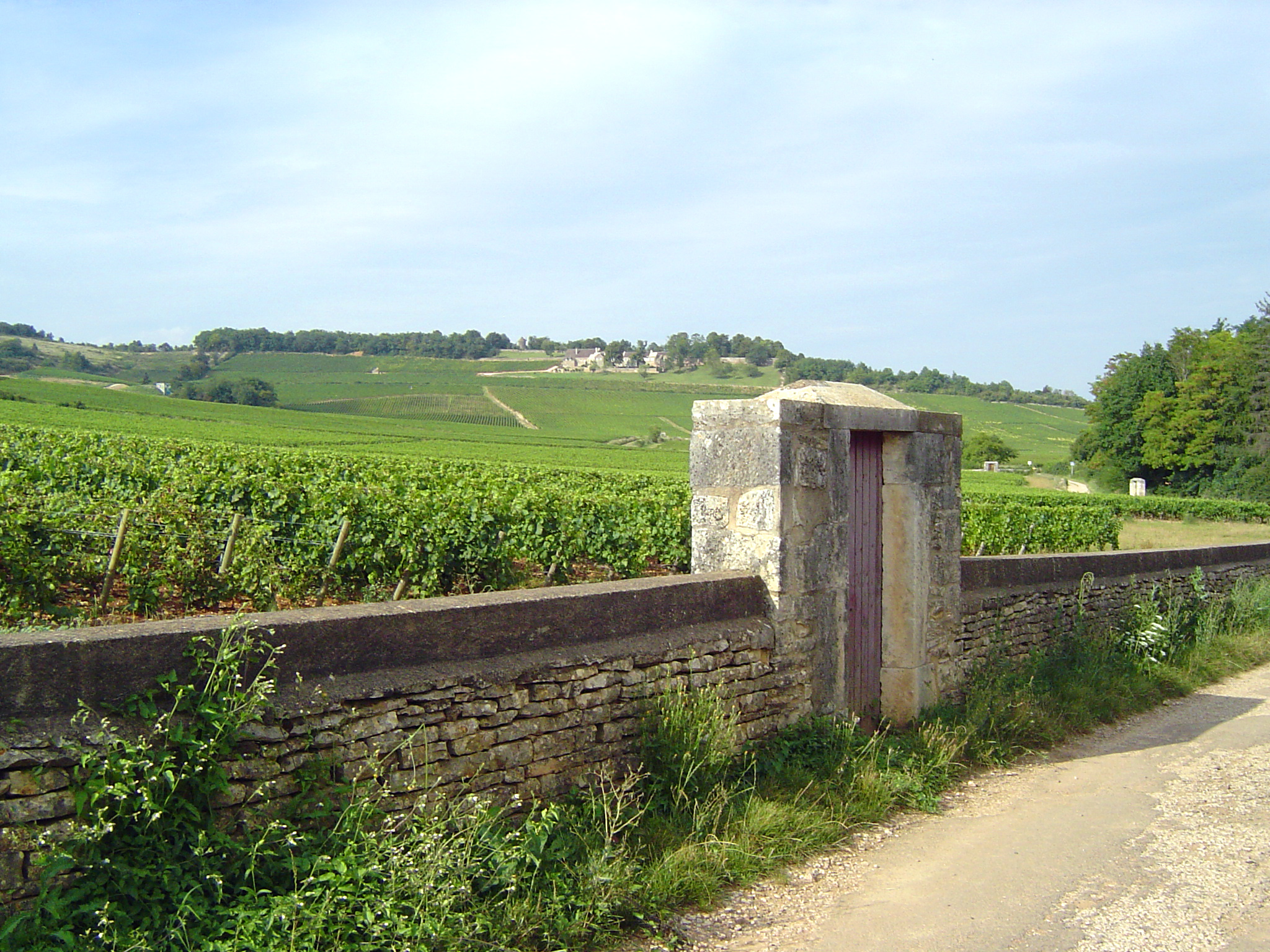
ジヴリーのブドウ畑
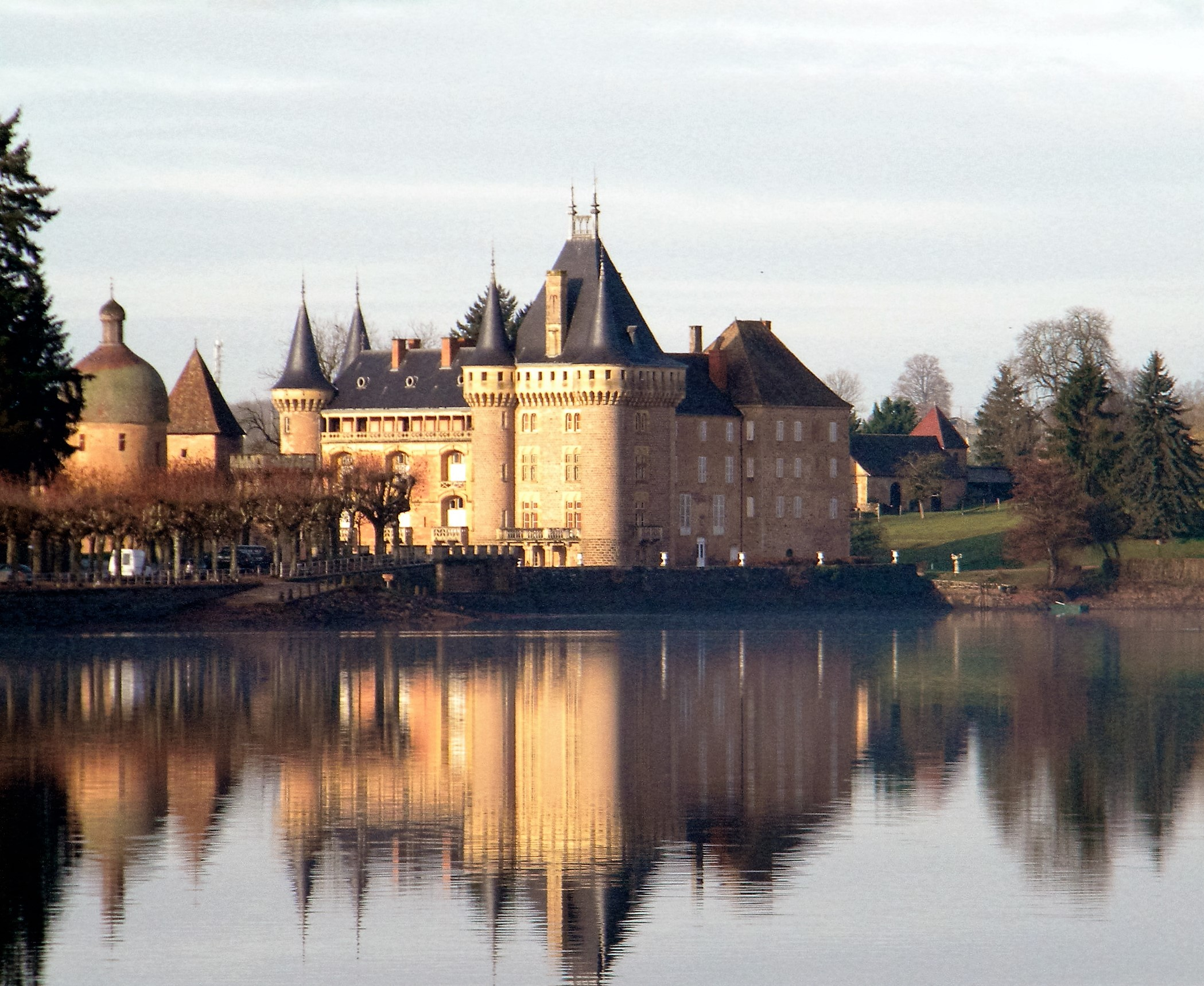
ラ・クレイェット城